# 杉戸光史
杉戸 光史（すぎと こうじ、1942年12月22日 - 1989年12月）は、日本の漫画家。埼玉県北葛飾郡杉戸町出身。

## 経歴
1961年に芸術学院卒業後、ひばり書房でデビュー。その後も主にひばり書房で活動、怪奇漫画を数多く執筆していた。池川伸治、さがみゆき、川辺フジオらが所属していた太陽プロ所属で、太陽プロとして共筆していたこともあった。後に官能劇画誌に活動の場を移した。
1964年4月10日、創価学会入信。男子部副総B長教授補として活躍。1973年には創価学会男子部の伊藤藤衛門の自伝漫画『鮫と藤衛門』、1974年には同じく創価学会関連の漫画として『平和の砦をめざして』を執筆している。
1989年12月、心筋梗塞のため死去。

## 作品リスト（出版社別）

### ひばり書房
- 妖怪
- 血こうもり
- 石の中の影人形
- 妖しき死花
- いたこ・嫁が淵
- 天使めくら岩
- 魔女とシロヒトリ
- 怪談耳なし地獄
- 赤目のたたり
- どくろ塚の少女
- 白へびの墓
- 牙少女
- ばけ猫屋敷
- 鬼
- 人喰い女の館
- 白へび娘の墓
- 生首館
- 赤毛の吸血少女
- 怪談血吸い天女
- 恐怖の青とかげ
- 怪奇!!ばけ猫の家
- 妖怪百の目少女
- 怪談亡霊の里
- 人面蛇
- 恐い人面蛇
- 蛇神さまの怪
- なめくじ少女
- 怪奇!なめくじ少女
- 血の蛇屋敷
- 妖怪三つの目屋敷
- 吸血紅こうもり
- 呪いの学校にヘビ女!!
- 恐怖!!顔がこわれる女
- 妖怪どろ娘
- 血にまみれた雪女
- 死者のたより
- 死少女のたより
- 顔のない亡霊の島
- 死んでも生きてた少年
- 地獄からやって来たひとだま少女
- 地獄を見てきた私
- 恐怖の螢ごけ
- 老少女の恐怖
- 妖怪少女
- 鮫と藤衛門
- 魔那子の怪
- 死霊のたたり 双子少女
- 妖怪夜泣き赤子
- ほえろ阪神タイガース
- 魔球甲子園
- GOGO赤ヘル軍団
- 真田十勇士
- 平和の砦をめざして ―ヒロシマに生きる―
- 恐れ島狂女
- 死仮面の涙
- 夢美人花占い?

### 東京トップ社
- 怪談 天女の沼
- 火娘の墓
- 妖奇の首塚
- 私はママを喰べた
- 夢が死んでいる
- 怪談紅蜥蜴
- 三つ首塚の血
- 死神が呼んでいる

### 曙出版
- 血花　※池川伸和(池川伸治)との共筆

### 文華書房
- 不死蝶の滝

### セルフ出版
- 快楽逆転打

### セブン新社
- 汚れた晴着

### コスモ出版
- OL不倫ざかり

### 日本出版社
- 人妻不倫日記
- セーラー服と亀姦獄

### ミリオン出版
- 若妻の匂い
- 見られたいの
- オフィス・ラブ
- OL・遊び上手
- ちょっとだけ不倫
- ラブホテル
- 困ります!
- 若妻日記
- 欲しがる若妻

### 辰巳出版
- 人妻 愛のすすり泣き
- 誘惑のからみあい
- ぬれ肌尼僧 ※流竜二との共筆

### 松文館
- 個人授業
- 感じるんです
- SEX家庭教師

## 関連書籍
- まんが秘宝 Vol.3『まんがチャンピオンまつり』（1998年 洋泉社） - 『鮫と藤衛門』を紹介